# Boca (jeroglífico)
| D21 |

| D21 |

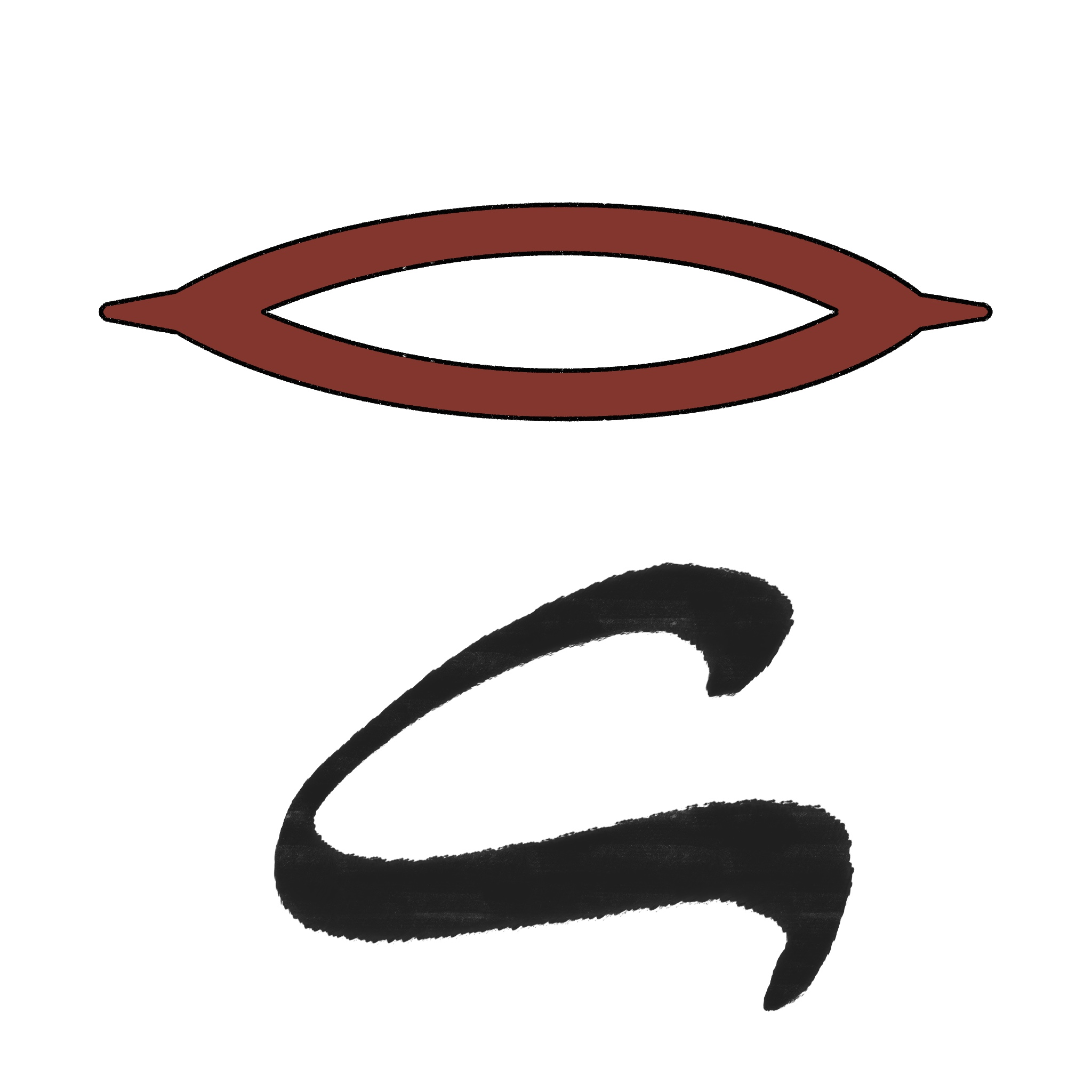
Jeroglífico egipcio D21, jerático y jeroglífico que representan una boca medio abierta.

En el Antiguo Egipto el jeroglífico de una boca es una representación gráfica de la boca del cuerpo humano. Los antiguos egipcios utilizaron el jeroglífico de un boca como sonido consonante r.

## Las 24 «letras» del alfabeto
Los 24 jeroglíficos utilizados como sonidos consonantes (unilíteros) en la antigua escritura egipcia (incluyendo sonidos duplicados ~ 32).
| G1 |

| G1 |

| M17 |

| M17 |

| M17 | M17 |

| M17 | M17 |

| D36 |

| D36 |

| G43 |

| G43 |

| b |

| b |

| p |

| p |

| f |

| f |

| G17 |

| G17 |

| N35 |

| N35 |

| D21 |

| D21 |

| h |

| h |

| H |

| H |

| Aa1 |

| Aa1 |

| F32 |

| F32 |

| O34 |

| O34 |

| N37 |

| N37 |

| N29 |

| N29 |

| k |

| k |

| g |

| g |

| t |

| t |

| V13 |

| V13 |

| d |

| d |

| I10 |

| I10 |